# Écuvilly
Écuvilly est une commune française située dans le département de l'Oise en région Hauts-de-France.

## Géographie

### Description

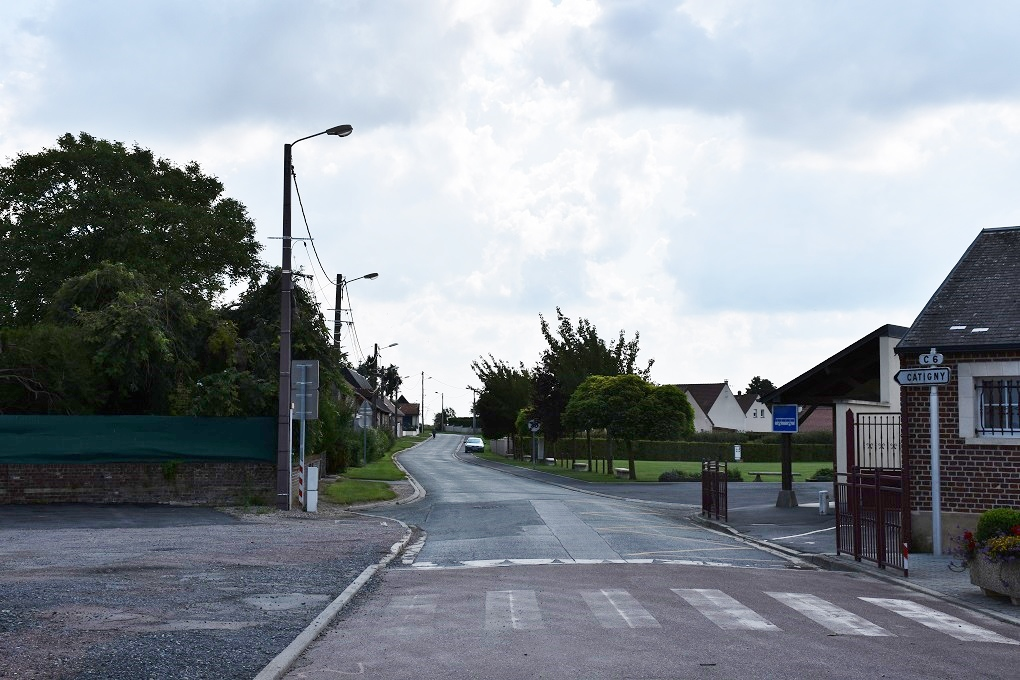
Ambiance du village : une rue.

Ecuvilly est un village picard du Noyonnais situé à 10 km au nord-ouest de Noyon, 27 km au nord de Compiègne, 26 km à l'est de Montdidier, 52 km au sud-est d'Amiens et 34 km au sud-ouest de Saint-Quentin.
Le territoire communal est limité au sud-ouest par l'ancienne  route nationale 334 (actuelle RD 934).
Louis Graves indiquait en 1850 « Le village d'Écuvilly, situé sur l'ancienne route de Noyon à Nesle, tient sans discontinuité à celui de Beaulieu; il est placé à peu-près au centre du territoire qui forme une plaine inclinée vers le midi, dont la principale dimension est dans la direction de l'est à l'ouest. Le ruisseau de Beaulieu, souvent à sec en été, traverse cette commune ».

### Hydrographie

#### Réseau hydrographique
La commune est traversée par la ligne de partage des eaux entre les bassins hydrographiques Artois-Picardie et Seine-Normandie. Elle est drainée par le fossé des Fonds.

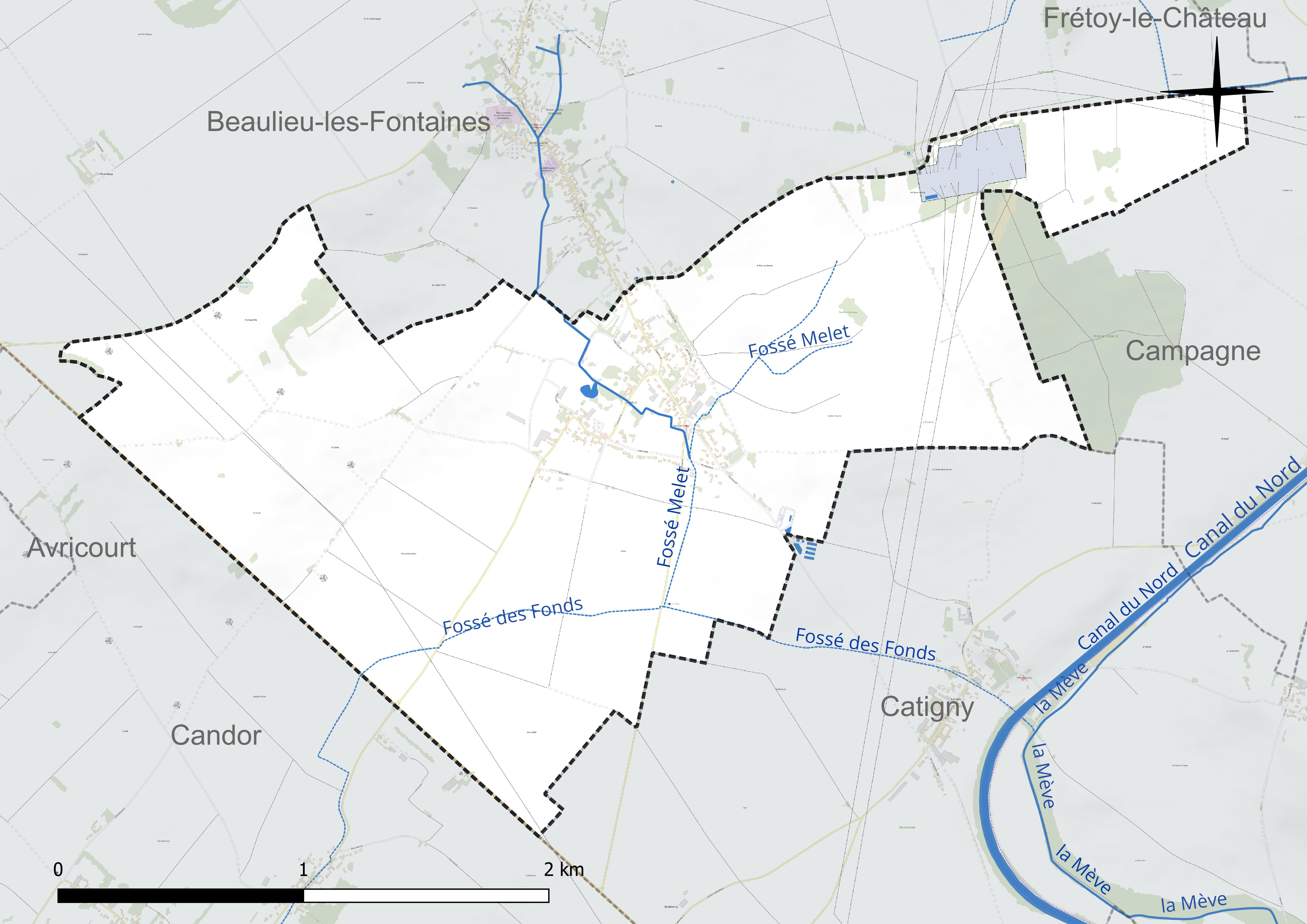
Réseau hydrographique d'Écuvilly.

#### Gestion et qualité des eaux
Le territoire communal est couvert par le schéma d'aménagement et de gestion des eaux (SAGE) « Sensée ». Ce document de planification concerne un territoire de 1 013 km2 de superficie, délimité par le bassin versant de l'Oise moyenne. Le périmètre a été arrêté le 24 avril 2017 et le SAGE est, en 2024, encore en élaboration. La structure porteuse de l'élaboration et de la mise en œuvre est le syndicat mixte du SAGE Oise-Moyenne (SMOM). 
La qualité des cours d'eau peut être consultée sur un site dédié géré par les agences de l'eau et l'Agence française pour la biodiversité. 

### Climat
Pour des articles plus généraux, voir Climat des Hauts-de-France et Climat de l'Oise.
En 2010, le climat de la commune est de type climat océanique dégradé des plaines du Centre et du Nord, selon une étude du CNRS s'appuyant sur une série de données couvrant la période 1971-2000. En 2020, Météo-France publie une typologie des climats de la France métropolitaine dans laquelle la commune est exposée à un climat océanique et est dans la région climatique  Nord-est du bassin Parisien, caractérisée par un ensoleillement médiocre, une pluviométrie moyenne régulièrement répartie au cours de l'année et un hiver froid (3 °C). 
Pour la période 1971-2000, la température annuelle moyenne est de 10,5 °C, avec une amplitude thermique annuelle de 14,9 °C. Le cumul annuel moyen de précipitations est de 700 mm, avec 11,1 jours de précipitations en janvier et 8,8 jours en juillet. Pour la période 1991-2020, la température moyenne annuelle observée sur la station météorologique la plus proche, située sur la commune de Rouvroy-en-Santerre à 20 km à vol d'oiseau, est de 10,8 °C et le cumul annuel moyen de précipitations est de 635,8 mm,. Pour l'avenir, les paramètres climatiques de la commune estimés pour 2050 selon différents scénarios d'émission de gaz à effet de serre sont consultables sur un site dédié publié par Météo-France en novembre 2022.

## Urbanisme

### Typologie
Au 1er janvier 2024, Écuvilly est catégorisée bourg rural, selon la nouvelle grille communale de densité à sept niveaux définie par l'Insee en 2022.
Elle est située hors unité urbaine. Par ailleurs la commune fait partie de l'aire d'attraction de Noyon, dont elle est une commune de la couronne,. Cette aire, qui regroupe 38 communes, est catégorisée dans les aires de moins de 50 000 habitants,.

### Occupation des sols
L'occupation des sols de la commune, telle qu'elle ressort de la base de données européenne d'occupation biophysique des sols Corine Land Cover (CLC), est marquée par l'importance des territoires agricoles (93,9 % en 2018), en diminution par rapport à 1990 (96,4 %). La répartition détaillée en 2018 est la suivante :
terres arables (88,7 %), zones urbanisées (5,9 %), zones agricoles hétérogènes (5,3 %), forêts (0,1 %). L'évolution de l'occupation des sols de la commune et de ses infrastructures peut être observée sur les différentes représentations cartographiques du territoire : la carte de Cassini (XVIIIe siècle), la carte d'état-major (1820-1866) et les cartes ou photos aériennes de l'IGN pour la période actuelle (1950 à aujourd'hui).

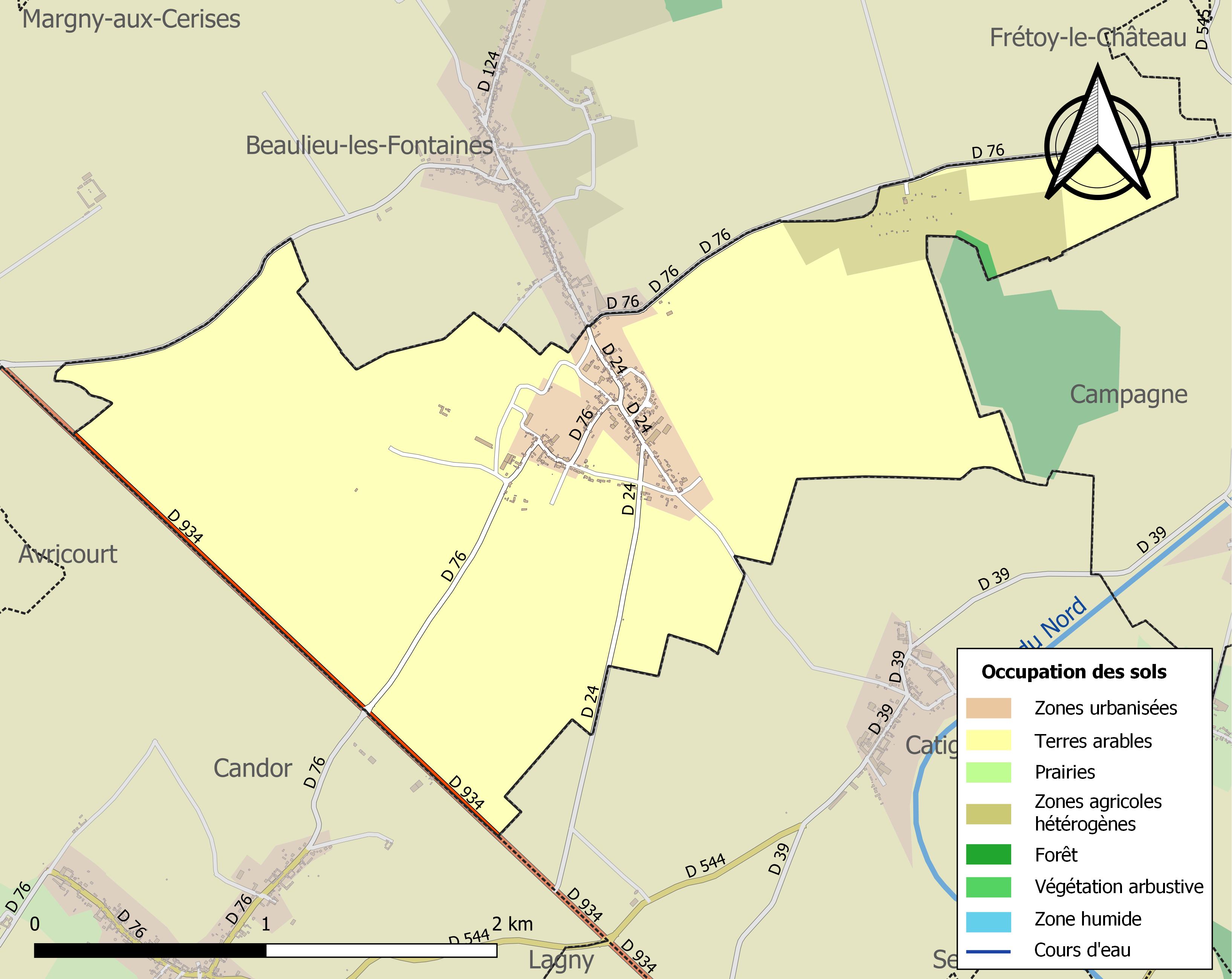
Carte des infrastructures et de l'occupation des sols de la commune en 2018 (CLC).

### Habitat et logement
En 2019, le nombre total de logements dans la commune était de 131, alors qu'il était de 130 en 2014 et de 113 en 2009.
Parmi ces logements, 93,1 % étaient des résidences principales, 1,5 % des résidences secondaires et 5,3 % des logements vacants. Ces logements étaient pour 99,2 % d'entre eux des maisons individuelles et pour 0,8 % des appartements.
Le tableau ci-dessous présente la typologie des logements à Écuvilly en 2019 en comparaison avec celle de l'Oise et de la France entière. Une caractéristique marquante du parc de logements est ainsi une proportion de résidences secondaires et logements occasionnels (1,5 %) inférieure à celle du département (2,4 %) mais supérieure à celle de la France entière (9,7 %). Concernant le statut d'occupation de ces logements, 86 % des habitants de la commune sont propriétaires de leur logement (87 % en 2014), contre 61,4 % pour l'Oise et 57,5 pour la France entière.
| Typologie                                               | Écuvilly | Oise | France entière |
| ------------------------------------------------------- | -------- | ---- | -------------- |
| Résidences principales (en %)                           | 93,1     | 90,4 | 82,1           |
| Résidences secondaires et logements occasionnels (en %) | 1,5      | 2,4  | 9,7            |
| Logements vacants (en %)                                | 5,3      | 7,1  | 8,2            |

### Voies de communication et transports
La commune est desservie, en 2023, par les lignes 679, 680 et 6307 du réseau interurbain de l'Oise.

## Toponymie
La localité a été dénommée Escuvilly, Escuvilli, Eguilly, Ecvilly (Scuviliacum)

## Histoire
On a trouvé de nombreux objet de l'époque romaine ont été retrouvé aux lieux-dits le Moulin de Cumont,  l'Abbaye-aux-Bois et la Croisette, indiquant que  le territoire d'Écuvilly a été occupé par les romains. 

### Moyen Âge et Temps modernes
D'origine mérovingienne, la commune s'est appelée au XIIIe siècle Scuviliacum puis elle prend durant les siècles suivant les noms d'Escuvilly, Escuvilli, Esquevilli, Escuveli...
Louis Graves indique « Écuvilly est un lieu fort ancien qui existait comme  paroisse avant le dixième siècle. 
La cure est donnée en 1108 au chapitre de Noyon par l'évêque Baudry. Elle comprend longtemps dans son étendue le village de Beaulieu qui eut seulement une chapelle jusqu'à l'année 1235, époque à laquelle ce lieu est détaché de son église-mère, et érige en paroisse distincte.
Le village était considérable dans le moyen âge, ce qu'indiquent les débris de fondations qu'on rencontre dans les champs voisins, et la grande étendue de son emplacement circonscrit par quatre rues qui pourraient contenir une quantité d'habitations, bien supérieure au nombre actuel [en 1850] des maisons. 
La seigneurie appartint successivement aux maisons de Sorel, de Soyécourt, d'Egvilly, de Lafond, et en dernier lieu à la maison d'Estourmel, qui avait aussi des droits dans plusieurs paroisses voisines.
Écuvilty était qualifié de ville au quinzième siècle.
A la fin du XIIIe siècle la seigneurie d'Écuvilly appartient à Huet de Soyécourt, chevalier, fils de Robert de Soyécourt. Il était aussi seigneur de Soyécourt, de Franvillers, de Mouy,de Hondainville en Beauvaisis, de Torsy en Ternois, et d'autres lieux.
Ce lieu est pillé en 1370 par les anglais, sous les ordres de Robert Knolles, qui, parcourant la Picardie avec 12 000 hommes incendie d'autres villages voisins. Le voisinage du fort château de Beaulieu, qui attirait les ennemis dans les environs, est souvent funeste aux habitants d'Écuvilly.
Le village est encore détruit en 1523, par l'armée anglaise commandée par les ducs de Suffolk et de Norfolk.
Il est brûlé en partie en 1570
Le 3 août 1653, Ecuvilly est brûlé avec la maison seigneuriale par les troupes espagnoles sous les ordres du prince de Condé, après un combat livré entre Beaulieu et Ognolles dans la forêt de Bouvresse; il ne resta que quelques maisons situées au lieu qu'on appelle maintenant la « Rue-Perdue ». Après ce désastre, le village est rétabli en grande partie sur la route de Nesle».

### Époque contemporaine
En 1814, 1815, durant l'invasion de la France par les troupes alliées, le village est souvent occupé et livré au pillage.
En 1850, le village compte des carrières, un four à chaux et cinq moulins à vent.

### Première Guerre mondiale
Le village est occupé par l'armée allemande dès le début de la guerre, le 30 août 1914, et le reste jusqu'au retrait allemand d el'Opération Alberich le 18 mars 1917. 
Les hommes en âge de se battre restés à Écuvilly sont déportés en Allemagne, et le village est partiellement détruit dans le cadre d'une stratégie de « terre brûlée ». La commune redevient donc française, mais, située en zone avancée, est sous contrôle militaire strict jusqu'au 24 mars 1918 où elle est envahie à nouveau. Elle n'est libérée que le 28 août 1918.
Le village est considéré comme détruit à la fin de la guerre et est décoré de la Croix de guerre 1914-1918, le 15 février 1921.

## Politique et administration

### Rattachements administratifs et électoraux

#### Rattachements administratifs
La commune se trouve dans l'arrondissement de Compiègne du département de l'Oise.
Elle faisait partie depuis 1802 du canton de Lassigny. Dans le cadre du redécoupage cantonal de 2014 en France, cette circonscription administrative territoriale a disparu, et le canton n'est plus qu'une circonscription électorale.

#### Rattachements électoraux
Pour les élections départementales, la commune est membre depuis 2014 du  canton de Thourotte
Pour l'élection des députés, elle fait partie de la sixième circonscription de l'Oise.

### Intercommunalité
Écuvilly est membre de la communauté de communes du Pays des Sources, un établissement public de coopération intercommunale (EPCI) à fiscalité propre créé en 1997 et auquel la commune a transféré un certain nombre de ses compétences, dans les conditions déterminées par le code général des collectivités territoriales.

### Liste des maires
| Période                                  | Période                       | Identité         | Étiquette | Qualité     |
| ---------------------------------------- | ----------------------------- | ---------------- | --------- | ----------- |
| Les données manquantes sont à compléter. |                               |                  |           |             |
| mars 1983                                | 2008                          | Daniel Poix      |           |             |
| mars 2008                                | mai 2020                      | Bernard Monnier, |           | Retraité    |
| mai 2020                                 | En cours (au 2 décembre 2021) | Thierry Lacroix  |           | Agriculteur |

## Population et société

### Démographie

#### Évolution démographique
L'évolution du nombre d'habitants est connue à travers les recensements de la population effectués dans la commune depuis 1793. Pour les communes de moins de 10 000 habitants, une enquête de recensement portant sur toute la population est réalisée tous les cinq ans, les populations de référence des années intermédiaires étant quant à elles estimées par interpolation ou extrapolation. Pour la commune, le premier recensement exhaustif entrant dans le cadre du nouveau dispositif a été réalisé en 2008.

En 2022, la commune comptait 299 habitants, en évolution de −5,08 % par rapport à 2016 (Oise : +0,87 %, France hors Mayotte : +2,11 %).
| 1793 | 1800 | 1806 | 1821 | 1831 | 1836 | 1841 | 1846 | 1851 |
| ---- | ---- | ---- | ---- | ---- | ---- | ---- | ---- | ---- |
| 243  | 375  | 391  | 402  | 411  | 396  | 372  | 379  | 399  |

| 1856 | 1861 | 1866 | 1872 | 1876 | 1881 | 1886 | 1891 | 1896 |
| ---- | ---- | ---- | ---- | ---- | ---- | ---- | ---- | ---- |
| 370  | 330  | 355  | 329  | 321  | 308  | 292  | 274  | 270  |

| 1901 | 1906 | 1911 | 1921 | 1926 | 1931 | 1936 | 1946 | 1954 |
| ---- | ---- | ---- | ---- | ---- | ---- | ---- | ---- | ---- |
| 300  | 257  | 292  | 179  | 198  | 199  | 206  | 195  | 183  |

| 1962 | 1968 | 1975 | 1982 | 1990 | 1999 | 2006 | 2008 | 2013 |
| ---- | ---- | ---- | ---- | ---- | ---- | ---- | ---- | ---- |
| 157  | 160  | 151  | 219  | 214  | 251  | 249  | 249  | 304  |

| 2018 | 2022 | - | - | - | - | - | - | - |
| ---- | ---- | - | - | - | - | - | - | - |
| 308  | 299  | - | - | - | - | - | - | - |

#### Pyramide des âges
La population de la commune est relativement jeune.
En 2018, le taux de personnes d'un âge inférieur à 30 ans s'élève à 35,7 %, soit en dessous de la moyenne départementale (37,3 %). À l'inverse, le taux de personnes d'âge supérieur à 60 ans est de 20,8 % la même année, alors qu'il est de 22,8 % au niveau départemental.
En 2018, la commune comptait 153 hommes pour 155 femmes, soit un taux de 50,32 % de femmes, légèrement inférieur au taux départemental (51,11 %).
Les pyramides des âges de la commune et du département s'établissent comme suit.
| Hommes | Classe d’âge | Femmes |
| ------ | ------------ | ------ |
| 0,0    | 90 ou +      | 1,3    |
| 4,6    | 75-89 ans    | 4,5    |
| 18,3   | 60-74 ans    | 12,9   |
| 23,5   | 45-59 ans    | 21,9   |
| 19,0   | 30-44 ans    | 22,6   |
| 14,4   | 15-29 ans    | 20,0   |
| 20,3   | 0-14 ans     | 16,8   |

| Hommes | Classe d’âge | Femmes |
| ------ | ------------ | ------ |
| 0,5    | 90 ou +      | 1,4    |
| 5,5    | 75-89 ans    | 7,6    |
| 15,6   | 60-74 ans    | 16,3   |
| 20,8   | 45-59 ans    | 20     |
| 19,4   | 30-44 ans    | 19,4   |
| 17,6   | 15-29 ans    | 16,2   |
| 20,6   | 0-14 ans     | 19,1   |

## Culture locale et patrimoine

### Lieux et monuments
- Château d'Écuvilly.

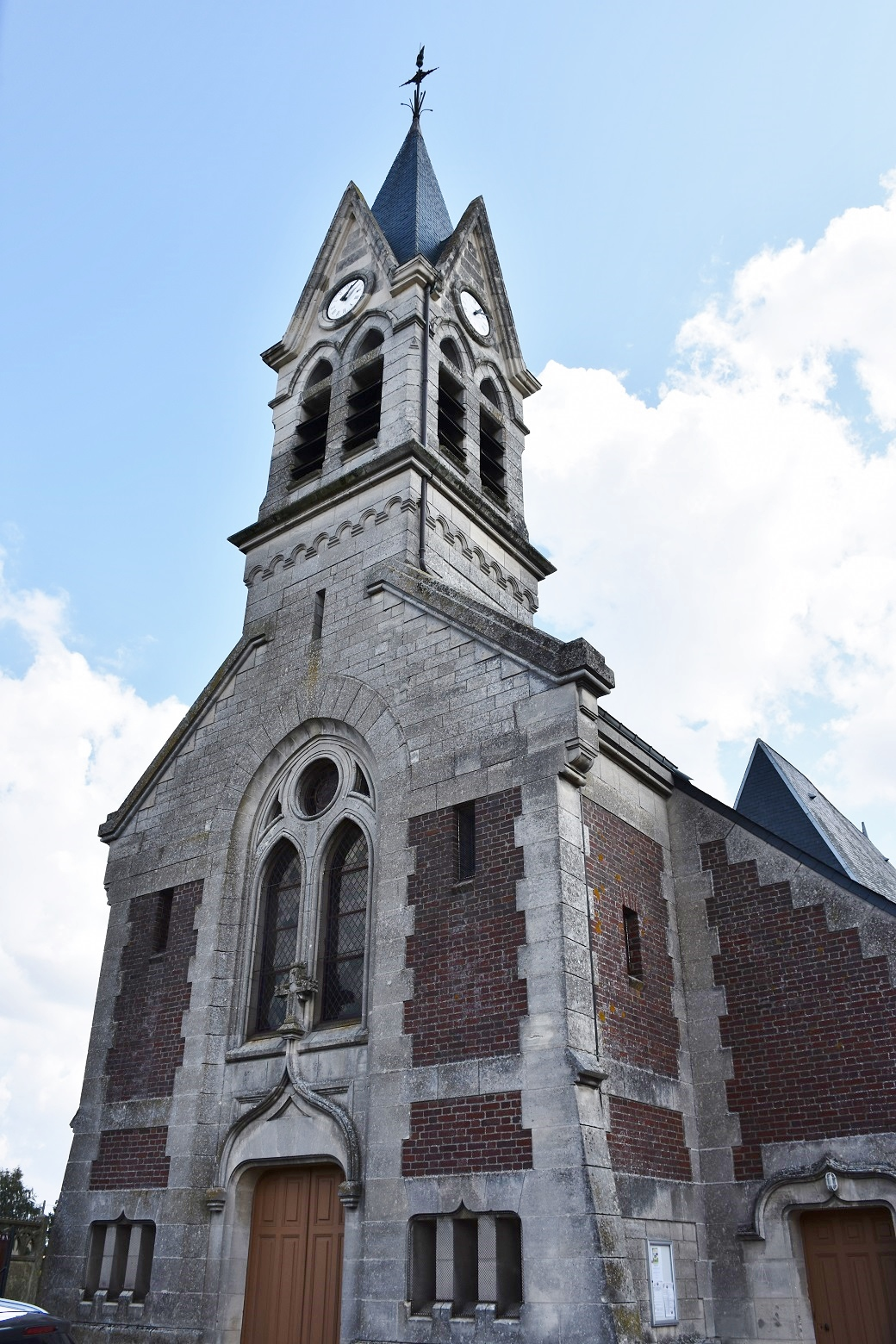
L'église d'Écuvilly.

- L'église paroissiale Saint-Sulpice, dont le clocher, détruit pendant la Première Guerre mondiale, a été reconstruit ainsi que la façade en 1924/1925. Elle conserve une nef et ses bas-côtés du XIIe siècle. Le chœur  et l'abside à cinq pans sont reconstruits au XVIe siècle. Les dais de style Renaissance ont un décor de qualité, et l'un d'eux est daté de 1551.
L'église a conservé  sa clôture de chœur en bois sculpté ainsi qu'un un monumental maître-autel avec retable, tous deux datant de la fin du XVIIe ou du début du XVIIIe siècle[25].

### Personnalités liées à la commune
- Le marquis Auguste Louis Hennequin d'Ecquevilly.

### Héraldique
| Blason de Écuvilly | Blason  | D'argent fretté de gueules. |
| Blason de Écuvilly | Détails | Adopté par la municipalité. |